# Cook Out Clash at Bowman Gray Stadium
Le Cook Out Clash at Bowman Gray Stadium ( (anciennement dénommé The Clash at Daytona ou Busch Light Clash) est une course automobile annuelle organisée par la NASCAR à l'occasion du championnat des NASCAR Cup Series.
Dès la saison 2025, elle se déroule sur le circuit dénommé Bowman Gray Stadium (en) situé à Winston-Salem en Caroline du Nord. Auparavant, elle a eu lieu au  Los Angeles Memorial Coliseum situé à Los Angeles en Californie (2022-2024) après avoir été organisée sur le Daytona International Speedway situé à Daytona Beach en Floride (1979-2021).
Cette course qui est la première compétition de la saison, ne fait pas partie du championnat mais constitue une préparation au Daytona 500 qui se déroule deux semaines plus tard sur le Daytona International Speedway. Elle sert de préparation à la série de courses automobiles dénommée Speedweeks qui ont lieu sur ce circuit pendant environ une semaine avec le Bluegreen Vacations Duel servant de qualification pour le Daytona 500, course la plus prestigieuse des NASCAR Cup Series.
Le nom officiel de l'événement varie en fonction du sponsoring du nom. C'est la société Advance Auto Parts (en) qui le sponsorisait depuis la saison 2017 donnant à l'époque à l'événement le nom officiel  d'Advance Auto Parts Clash. La course de 2017 a été repoussée au dimanche à cause des pluies ininterrompues du samedi. C'était la première fois depuis 2006 que la course se déroulait de jour.
De 2020 à 2024, la course a été sponsorisée par la société Anheuser-Busch et elle fut renommée Busch Clash puis Busch Light Clash. Dès 2025, le sponsor est assuré par la société Cook Out (en) une chaine de fast-food.
Le format de l'édition 2021 a été modifié puisqu'elle se déroule, pour la première fois de son histoire, en partie sur le circuit routier intérieur et l'ovale. Elle est disputée sur une distance globale de 203,340 km (126,35 miles) et compte deux segments de respectivement 15 et 20 tours.
Pour l'édition de 2022, la course quitte Daytona pour Los Angeles et le stade Los Angeles Memorial Coliseum,. La course est marquée par la toute première apparition en compétition des voitures NASCAR de 7e génération. C'est également la 1re course dans un stade depuis la course de 1956 disputée dans le Soldier Field. L'édition 2022 est également la première avec des qualifications et non des invitations et le nombre de voitures y est limité à 23. Le 17 août 2024, la NASCAR annonce que la course aura lieu le 2 février au Bowman Gray Stadium.
Le tenant du titre est Chase Elliott, vainqueur du Cook Out Clash 2025 at Bowman Gray Stadium.

## Circuit routier en 2021
En 2020, le circuit a accueilli le 16 août 2020 le Go Bowling 235 qui s'est déroulée sur le tracé du parcours routier du Daytona International Speedway à la suite de la pandémie de Covid-19 ayant entrainé l'annulations de la course initialement prévue à cette date sur le circuit routier de Watkins Glen International. Les conditions sanitaires ne s'étant pas améliorées, la course prévue à Watkins Glen en août 2021 restant incertaine (bien que prévue dans le calendrier), la NASCAR a décidé que le Clash 2021 se déroulerait sur circuit routier en préparation de la course prévue sur ce même circuit routier le 21 février 2021 et comptant pour le championnat. Le Clash 2022 devrait également se courir sur le circuit routier mais selon le calendrier standard. En effet, le calendrier des Speedweeks 2021 a été raccourci en raison du Super Bowl LV qui se déroule à proximité de Tampa le 7 février 2021.
Dès 2025, la course se déroule au 
- Circuit routier :
  - Revêtement : asphalte
  - Longueur : 3,61 milles (5,81 km)
  - Virages : 14

- Course :
  - Distance : 126,35 milles (203,341 km)
  - Nombre de tours : 35
    - Segment 1 : 15
    - Segment 2 : 20

## Circuit du Bowman Gray Stadium
Inauguré en 1937 et surnommé The Madhouse, le stade a une capacité de 17 000 personnes.
Le circuit est de type ovale :
- Revêtement : asphalte
- Longueur : 0,25 milles (0,402 km)
- Virages : 4
- Inclinaison dans les virages : 0 degré
- Record du tour : 12,965 secondes par Tim Brown de l'écurie Team 83 en 2016 dans la catégorie Modified.

Il y a 4 qualifications comportant 25 tours avec 10 voitures (5 premiers de chaque course qualifiés) et un dernière de 75 tours avec les 19 pilotes non qualifiés (pour les 3 dernières places).
Le nombre de voiture est limité à 23 pour la finale qui comporte 200 tours avec une interruption prévue après 100 tours.

## Évolution du logo et parcours

2017
2017 à 2020
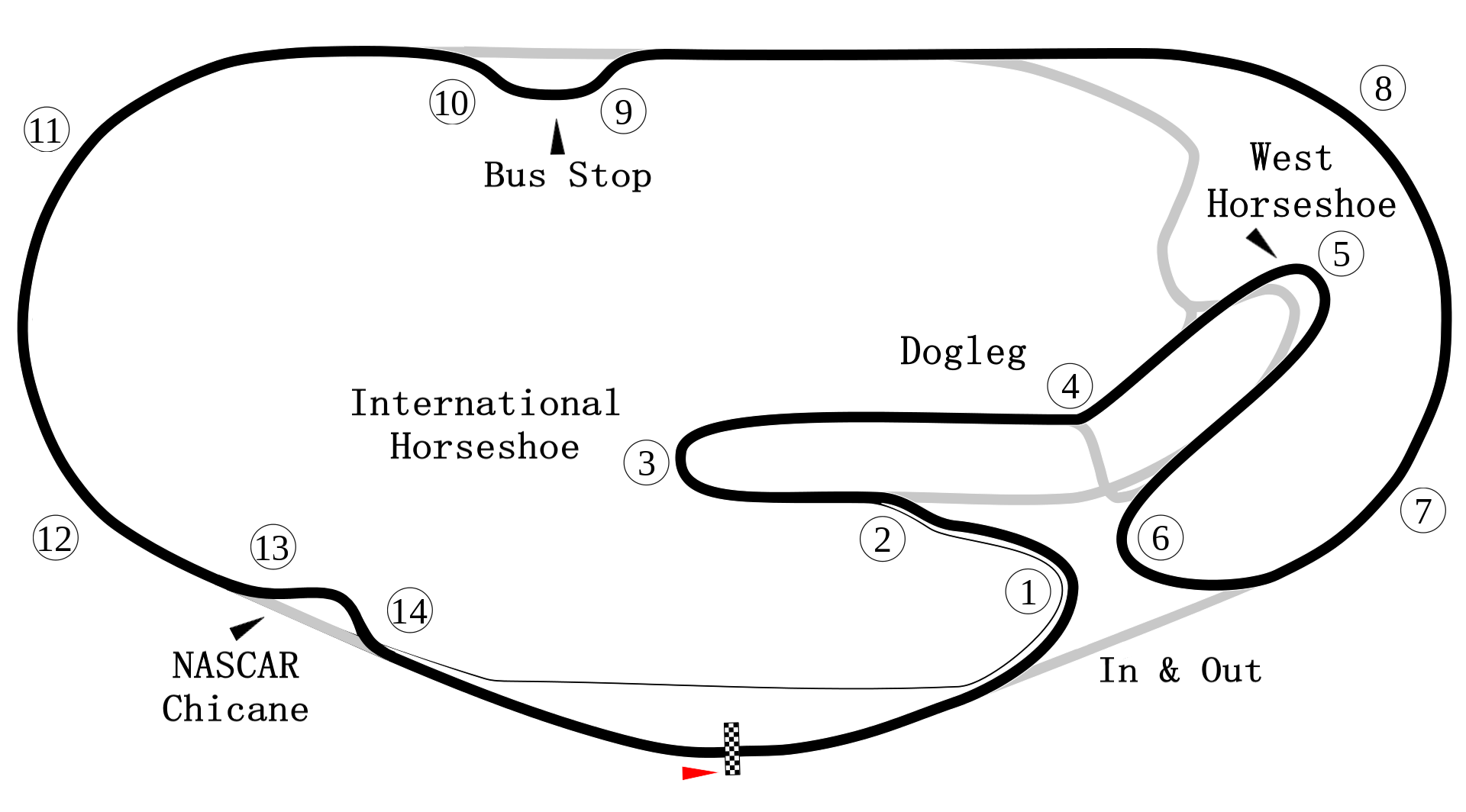
Détail du circuit routier
2022-2024
Dès 2025

## La course
À l'origine, The Clash at Daytona était connue sous le nom de Busch Clash, et elle consistait en un sprint de 20 tours de circuit (pour un total de 50 miles-(80,48 km) disputé entre tous les pilotes ayant eu une pole position au cours de la saison précédente. Ces pilotes étaient considérés comme les « conducteurs les plus rapides de facto sur le circuit ».
Jusqu'en 2016, la course se composait de trois parties (segments) (30 tours, 25 tours, 20 tours) se terminant par un sprint de 20 tours.
De 2017 à 2020, les 75 tours d'une longueur totale de 187,5 miles (301,75 km) sont divisés en 2 segments séparés par 25 tours de sécurité (neutralisation sous drapeau jaune). Le premier segment est de 25 tours, le second de 50 tours.
À l'instar de la All-Star Race courue à Charlotte, la course n'accorde pas de point pour le championnat mais rétribue financièrement très bien les pilotes.

## Procédure de sélection des pilotes

### 2017 à 2020
Contrairement aux saisons précédentes, il n'y a pas un nombre prédéterminé de voitures au départ. Seuls les conducteurs qui répondent à un des critères suivants sont admis :
- - les pilotes ayant remporté une pole position (Pole Award Winner) la saison précédente ;
  - les anciens vainqueurs des Clash at Daytona ;
  - les anciens gagnants de la pole position au (Pole Award winners) du Daytona 500 qui ont participé à temps plein aux courses de la NASCAR Cup Series au cours de la saison précédente ;
  - les pilotes qualifiés pour la Chase 2016.

Pour le Clash de 2017, 20 pilotes satisfaisaient aux conditions pour pouvoir être sélectionnés. Cependant, il n'y a eu que 17 pilotes au départ, 1 pilote ayant pris sa retraite fin de saison 2016, 1 pilote étant actuellement sans volant et 2 pilotes étant au volant de la même voiture en 2016 (à la suite d'une blessure du titulaire) ne peuvent obtenir qu'une seule place. Les places sur la ligne de départ ont été tirées au sort

### 2021
À la suite de la pandémie de Covid-19, les critères d'admissibilité au Clash sont modifiées.
Les participants sont :
- Les pilotes ayant obtenu la pole position lors de l'édition précédente (2020) ;
- Les pilotes ayant gagné une des éditions précédentes et ayant participé à l'entièreté du championnat ;
- Les vainqueurs des précédents Daytona 500 ayant participé à l'entièreté du championnat ;
- Les pilotes ayant obtenu la pole position lors des Daytona 500 précédents et ayant participé à l'entièreté du championnat ;
- Les pilotes ayant participé aux séries éliminatoires de la saison précédente (2020) ;
- Les vainqueurs des courses et des segments des courses de la saison précédente (2020).

### Depuis 2022
La sélection des pilotes pour la course finale ne se fait plus sur les précédentes performances mais sur des qualifications.
Les 36 écuries affrétées participent d'office aux courses de qualification (en 2025, 4 séries de 10 pilotes et une séance de rattrapage (Last chance) pour les pilotes non qualifiés).
Une séance préalable de qualification au temps (meilleur chrono réalisé par le pilote sur un tour) détermine le placement sur la grille de départ des voitures participant aux courses de qualification.
Des équipes non affrétées peuvent y participer, le pilote ayant le meilleur chrono des écuries non affrétée participant aux courses de qualification.
Le nombre de pilote participant à la course finale est limités à 23 (27 en 2023).

## Palmarès
| Année                                                       | Date       | Pilote             | Écurie                      | Châssis    | Course | Course                     | Course          | Course            | Note        |
| ----------------------------------------------------------- | ---------- | ------------------ | --------------------------- | ---------- | ------ | -------------------------- | --------------- | ----------------- | ----------- |
| Année                                                       | Date       | Pilote             | Écurie                      | Châssis    | Tours  | Miles (km)                 | Durée           | Moyenne (miles/h) | Note        |
| 1979                                                        | 18 février | Buddy Baker        | Harry Ranier                | Oldsmobile | 20     | 50 milles (80,467 km)      | 15 min 26 s     | 312,831           |             |
| 1980                                                        | 10 février | Dale Earnhardt     | Rod Osterlund Racing        | Oldsmobile | 20     | 50 milles (80,467 km)      | 15 min 39 s     | 308,500           |             |
| 1981                                                        | 8 février  | Darrell Waltrip    | Junior Johnson & Associates | Buick      | 20     | 50 milles (80,467 km)      | 15 min 52 s     | 304,288           |             |
| 1982                                                        | 7 février  | Bobby Allison      | DiGard Motorsports          | Buick      | 20     | 50 milles (80,467 km)      | 15 min 39 s     | 308,500           |             |
| 1983                                                        | 14 février | Neil Bonnett (en)  | RahMoc Enterprises          | Chevrolet  | 20     | 50 milles (80,467 km)      | 15 min 35 s     | 309,820           | [ Note 1 ]  |
| 1984                                                        | 12 février | Neil Bonnett (en)  | Junior Johnson & Associates | Chevrolet  | 20     | 50 milles (80,467 km)      | 15 min 33 s     | 315,312           |             |
| 1985                                                        | 10 février | Terry Labonte      | Billy Hagan                 | Chevrolet  | 20     | 50 milles (80,467 km)      | 15 min 19 s     | 315,214           |             |
| 1986                                                        | 8 février  | Dale Earnhardt     | Richard Childress Racing    | Chevrolet  | 20     | 50 milles (80,467 km)      | 15 min 19 s     | 315,214           |             |
| 1987                                                        | 8 février  | Bill Elliott       | Melling Racing              | Ford       | 20     | 50 milles (80,467 km)      | 15 min 10 s     | 318,331           |             |
| 1988                                                        | 7 février  | Dale Earnhardt     | Richard Childress Racing    | Chevrolet  | 20     | 50 milles (80,467 km)      | 15 min 40 s     | 308,172           |             |
| 1989                                                        | 12 février | Ken Schrader       | Hendrick Motorsports        | Chevrolet  | 20     | 50 milles (80,467 km)      | 15 min 33 s     | 310,484           |             |
| 1990                                                        | 11 février | Ken Schrader       | Hendrick Motorsports        | Chevrolet  | 20     | 50 milles (80,467 km)      | 15 min 36 s     | 309,490           |             |
| 1991                                                        | 10 février | Dale Earnhardt     | Richard Childress Racing    | Chevrolet  | 20     | 50 milles (80,467 km)      | 15 min 50 s     | 304,929           | [ Note 2 ]  |
| 1992                                                        | 8 février  | Geoff Bodine       | Bud Moore Engineering       | Ford       | 20     | 50 milles (80,467 km)      | 15 min 52 s     | 304,288           | [ Note 3 ]  |
| 1993                                                        | 7 février  | Dale Earnhardt     | Richard Childress Racing    | Chevrolet  | 20     | 50 milles (80,467 km)      | 16 min 03 s     | 300,812           | [ Note 2 ]  |
| 1994                                                        | 13 février | Jeff Gordon        | Hendrick Motorsports        | Chevrolet  | 20     | 50 milles (80,467 km)      | 15 min 53 s     | 303,968           | [ Note 4 ]  |
| 1995                                                        | 12 février | Dale Earnhardt     | Richard Childress Racing    | Chevrolet  | 20     | 50 milles (80,467 km)      | 15 min 55 s     | 303,332           | [ Note 5 ]  |
| 1996                                                        | 11 février | Dale Jarrett       | Robert Yates Racing         | Ford       | 20     | 50 milles (80,467 km)      | 16 min 13 s     | 297,721           | [ Note 6 ]  |
| 1997                                                        | 9 février  | Jeff Gordon        | Hendrick Motorsports        | Chevrolet  | 20     | 50 milles (80,467 km)      | 16 min 11 s     | 298,334           | [ Note 7 ]  |
| 1998                                                        | 8 février  | Rusty Wallace      | Team Penske                 | Ford       | 25     | 62,5 milles (100,584 km)   | 20 min 57 s     | 288,069           |             |
| 1999                                                        | 7 février  | Mark Martin        | Roush Fenway Racing         | Ford       | 25     | 62,5 milles (100,584 km)   | 20 min 38 s     | 292,490           |             |
| 2000                                                        | 13 février | Dale Jarrett       | Robert Yates Racing         | Ford       | 25     | 62,5 milles (100,584 km)   | 20 min 34 s     | 293,438           |             |
| 2001                                                        | 11 février | Tony Stewart       | Joe Gibbs Racing            | Pontiac    | 70     | 175 milles (281,635 km)    | 58 min 00 s     | 291,349           |             |
| 2002                                                        | 10 février | Tony Stewart       | Joe Gibbs Racing            | Pontiac    | 70     | 175 milles (281,635 km)    | 57 min 55 s     | 291,766           |             |
| 2003                                                        | 8 février  | Dale Earnhardt Jr. | Dale Earnhardt, Inc.        | Chevrolet  | 70     | 175 milles (281,635 km)    | 58 min 04 s     | 291,013           |             |
| 2004                                                        | 7 février  | Dale Jarrett       | Robert Yates Racing         | Ford       | 70     | 175 milles (281,635 km)    | 1 h 09 min 37 s | 242,731           |             |
| 2005                                                        | 12 février | Jimmie Johnson     | Hendrick Motorsports        | Chevrolet  | 70     | 175 milles (281,635 km)    | 57 min 53 s     | 291,933           |             |
| 2006                                                        | 12 février | Denny Hamlin       | Joe Gibbs Racing            | Chevrolet  | 72     | 180 milles (289,682 km)    | 1 h 10 min 18 s | 247,239           | ,           |
| 2007                                                        | 10 février | Tony Stewart       | Joe Gibbs Racing            | Chevrolet  | 70     | 175 milles (281,635 km)    | 1 h 03 min 12 s | 267,465           |             |
| 2008                                                        | 9 février  | Dale Earnhardt Jr. | Hendrick Motorsports        | Chevrolet  | 70     | 175 milles (281,635 km)    | 1 h 14 min 36 s | 226,517           |             |
| 2009                                                        | 7 février  | Kevin Harvick      | Richard Childress Racing    | Chevrolet  | 78     | 195 milles (313,822 km)    | 1 h 31 min 57 s | 271,277           | ,           |
| 2010                                                        | 6 février  | Kevin Harvick      | Richard Childress Racing    | Chevrolet  | 76     | 190 milles (305,775 km)    | 1 h 18 min 48 s | 232,940           | ,           |
| 2011                                                        | 12 février | Kurt Busch         | Team Penske                 | Dodge      | 75     | 187,5 milles (301,752 km)  | 1 h 13 min 15 s | 247,169           |             |
| 2012                                                        | 18 février | Kyle Busch         | Joe Gibbs Racing            | Toyota     | 82     | 205 milles (329,916 km)    | 1 h 39 min 07 s | 199,713           | ,           |
| 2013                                                        | 16 février | Kevin Harvick      | Richard Childress Racing    | Chevrolet  | 75     | 187,5 milles (301,752 km)  | 1 h 03 min 22 s | 285,720           |             |
| 2014                                                        | 15 février | Denny Hamlin       | Joe Gibbs Racing            | Toyota     | 75     | 187,5 milles (301,752 km)  | 1 h 18 min 35 s | 230,394           |             |
| 2015                                                        | 14 février | Matt Kenseth       | Joe Gibbs Racing            | Toyota     | 75     | 187,5 milles (301,752 km)  | 1 h 22 min 59 s | 218,177           |             |
| 2016                                                        | 13 février | Denny Hamlin       | Joe Gibbs Racing            | Toyota     | 79     | 197,5 milles (317,845 km)  | 1 h 32 min 16 s | 206,691           | [ Note 9 ]  |
| 2017                                                        | 19 février | Joey Logano        | Team Penske                 | Ford       | 75     | 187,5 milles (301,752 km)  | 1 h 18 min 24 s | 231,474           | ,           |
| 2018                                                        | 11 février | Brad Keselowski    | Team Penske                 | Ford       | 75     | 187,5 milles (301,752 km)  | 1 h 06 min 09 s | 273,011           |             |
| 2019                                                        | 10 février | Jimmie Johnson     | Hendrick Motorsports        | Chevrolet  | 59     | 147,5 milles (237,378 km)  | 1 h 20 min 01 s | 177,997           | ,           |
| 2020                                                        | 9 février  | Erik Jones         | Joe Gibbs Racing            | Toyota     | 88     | 220 milles (354,056 km)    | 1 h 37 min 51 s | 217,101           | ,           |
| Circuit routier - 3,61 miles (5,81 km)                      |            |                    |                             |            |        |                            |                 |                   |             |
| 2021                                                        | 9 février  | Kyle Busch         | Joe Gibbs Racing            | Toyota     | 35     | 126,35 milles (203,341 km) | 1 h 30 min 25 s | 83,845            |             |
| Ovale du Los Angeles Memorial Coliseum - 0,25 miles (400 m) |            |                    |                             |            |        |                            |                 |                   |             |
| 2022                                                        | 6 février  | Joey Logano        | Team Penske                 | Ford       | 150    | 37,5 milles (60,35 km)     | 0 h 57 min 39 s | 39,029            |             |
| 2023                                                        | 5 février  | Martin Truex Jr.   | Joe Gibbs Racing            | Toyota     | 150    | 37,5 milles (60,35 km)     | 1 h 43 min 04 s | 21,831            |             |
| 2024                                                        | 3 février  | Denny Hamlin       | Joe Gibbs Racing            | Toyota     | 151*   | 37,75 milles (60,753 km)   | 1 h 08 min 46 s | 32,937            | [ Note 12 ] |
| 2025                                                        | 2 février  | Chase Elliott      | Hendrick Motorsports        | Chevrolet  | 200    | 50,6 milles (81,433 km)    | 1 h 13 min 15 s | 40,956            |             |

Notes : 
1. ↑  La course de 1983 fut reportée au lundi à cause de la pluie.
2. 1 2  Course avec segments : Earnhardt gagne les 1er et 2e segments de 10 tours.
3. ↑  Course avec segments : Sterling Marlin gagne le 1er de 10 tours et Bodine le 2e segment de 10 tours.
4. ↑  Course avec segment : Dale Earnhardt gagne le 1er de 10 tours et Gordon le 2e segment de 10 tours.
5. ↑  Course avec segment : Jeff Gordon gagne le 1er de 10 tours et Earnhardt le 2e segment de 10 tours.
6. ↑  Course avec segment : Sterling Marlin gagne le 1er de 10 tours et Jarrett le 2e segment de 10 tours.
7. ↑  Course avec segment : Terry Labonte gagne le 1er de 10 tours et Gordon le 2e segment de 10 tours.
8. 1 2  Les courses de 2006 et de 2017 ont été reportées de la soirée du samedi au dimanche après-midi à cause de la pluie.
9. 1 2 3 4 5 6  Les courses des années 2006, 2009, 2010, 2012, 2016 et 2020 ont été en prolongation(s).
10. 1 2 3 4 5  Course prolongée en application de la réglementation concernant la voiture de sécurité. Si l'avant-dernier tour est couru en tout ou partie sous voiture de sécurité, la course doit se terminer par deux tours de course consécutifs. Si la voiture de sécurité est appelée à nouveau pendant le premier tour de cette situation, ils recommencent la procédure, mais si la voiture de sécurité est appelée pendant le dernier tour, la course est terminée.
11. ↑  Indique une course arrêtée et raccourcie à cause de la pluie
12. ↑  De fortes averses de pluie étant prévues pour les journées de dimanche et lundi, la NASCAR a décidé d'avancer la course au samedi soir.

## Pilotes multiples vainqueurs
| Nb. Vict. | Pilote             | Saison                             |
| --------- | ------------------ | ---------------------------------- |
| 6         | Dale Earnhardt     | 1980, 1986, 1988, 1991, 1993, 1995 |
| 4         | Denny Hamlin       | 2006, 2014, 2016, 2024             |
| 3         | Dale Jarrett       | 1996, 2000, 2004                   |
| 3         | Tony Stewart       | 2001, 2002, 2007                   |
| 3         | Kevin Harvick      | 2009, 2010, 2013                   |
| 2         | Neil Bonnett (en)  | 1983, 1984                         |
| 2         | Ken Schrader       | 1989, 1990                         |
| 2         | Jeff Gordon        | 1994, 1997                         |
| 2         | Dale Earnhardt Jr. | 2003, 2008                         |
| 2         | Jimmie Johnson     | 2005, 2019                         |
| 2         | Kyle Busch         | 2012, 2021                         |
| 2         | Joey Logano        | 2017, 2022                         |

## Écuries multiples gagnantes

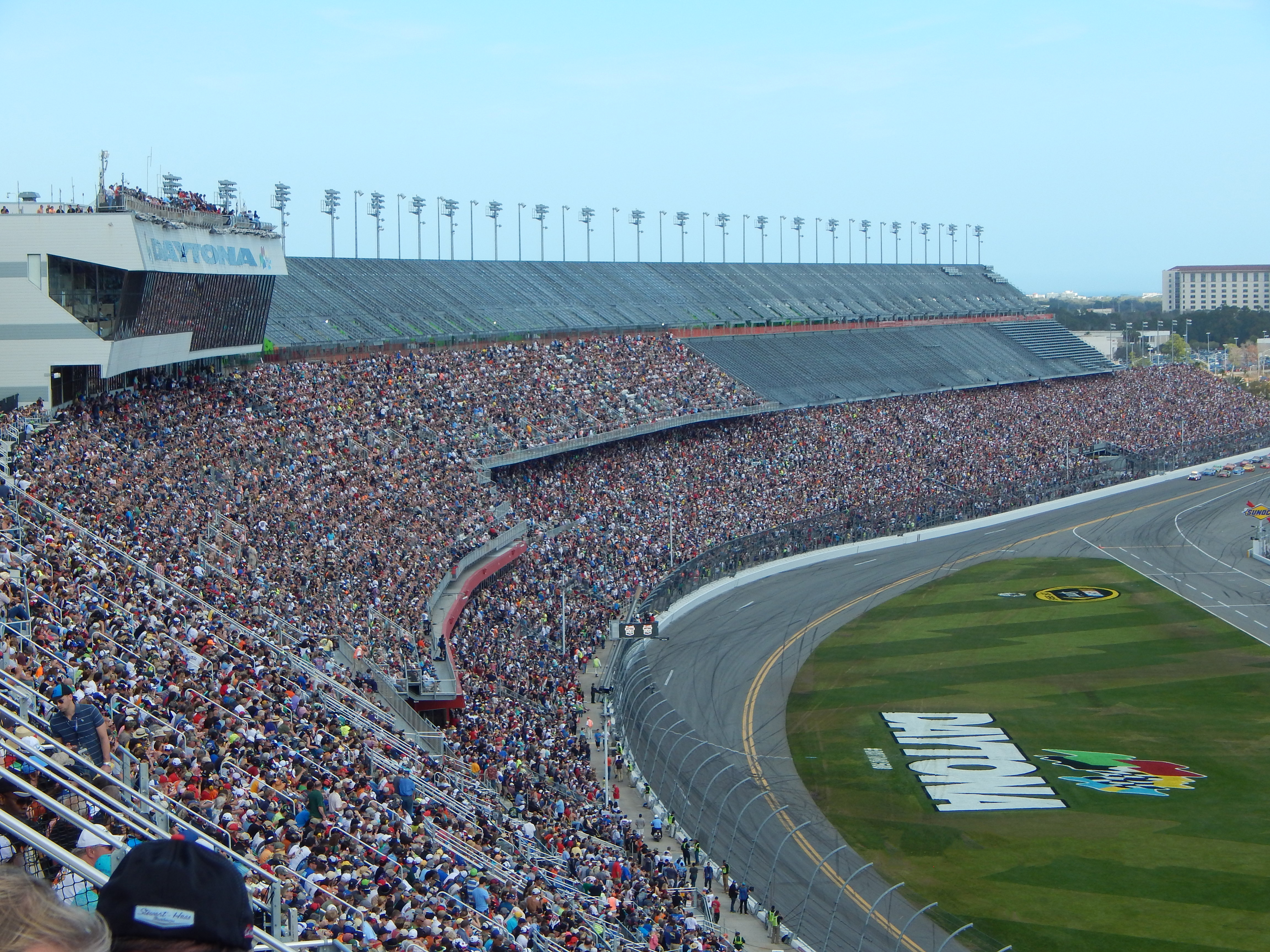
Un virage du circuit Daytona International Speedway.

| Nb. Vict. | Écurie                      | Saison                                                                 |
| --------- | --------------------------- | ---------------------------------------------------------------------- |
| 12        | Joe Gibbs Racing            | 2001, 2002, 2006, 2007, 2012, 2014, 2015, 2016, 2020, 2021, 2023, 2024 |
| 8         | Richard Childress Racing    | 1986, 1988, 1991, 1993, 1995, 2009, 2010, 2013                         |
| 8         | Hendrick Motorsports        | 1989, 1990, 1994, 1997, 2005, 2008, 2019, 2025                         |
| 5         | Team Penske                 | 1998, 2011, 2017, 2018, 2022                                           |
| 3         | Robert Yates Racing         | 1996, 2000, 2004                                                       |
| 2         | Junior Johnson & Associates | 1981, 1984                                                             |

## Victoires par marques
| Nb. Vict. | Marque     | Saison |
| --------- | ---------- | --- |
| 22        | Chevrolet  | 1983, 1984, 1985, 1986, 1988, 1989, 1990, 1991, 1993, 1994, 1995, 1997, 2003, 2005, 2006, 2007, 2008, 2009, 2010, 2013, 2019, 2025 |
| 10        | Ford       | 1987, 1992, 1996, 1998, 1999, 2000, 2004, 2017, 2018, 2022                                                                         |
| 8         | Toyota     | 2012, 2014, 2015, 2016, 2020, 2021, 2023, 2024                                                                                     |
| 2         | Oldsmobile | 1979, 1980 |
| 2         | Buick      | 1981, 1982 |
| 2         | Pontiac    | 2001, 2002 |